# Slechtvalk
Slechtvalk (с нидерл. — «Сапсан») — христианская блэк-метал-группа из Нидерландов, образованная в 1999 году. Их второй альбом, The War That Plagues the Lands, занял второе место в топ-50 металлических чартов Lowland. Их третий альбом, At the Dawn of War был назван одним из «100 лучших христианских метал-альбомов журнала HM Magazine за всё время».

## Характеристики
Стиль
Лирика
Дизайн обложек

## История
Slechtvalk начался как сольный проект певца и гитариста Шамгара, ранее работавшего в Ascension и Mordax. Проект сначала назывался Dommer (1999–2000), прежде чем Шамгар окончательно остановился на Slechtvalk. Дебютный альбом Falconry был выпущен в 2000 году ныне несуществующим голландским лейблом Fear Dark, в составе которого были такие группы, как Eluveitie, Royal Anguish, Taketh и Kekal.
Falconry был принят положительно, и голландские металлические журналы, такие как Aardschok, взяли интервью у Шамгара. В результате этого Шамгар смог сформировать группу, и к нему присоединились певица-сопрано Фионнгхуала, фолк-певец и ритм-гитарист Охтар (также работавший с голландской фолк-метал-группой Heidevolk), басист Нат, барабанщик Гримбольд, клавишник Соржье, и танцовщица Меалла.
В 2002 году группа выпустила свой второй полноформатный альбом The War That Plagues the Lands. В качестве тизера они впервые выпустили сплит-диск Chaos & Warfare с группой Kekal из Индонезии; каждая группа записала по четыре песни и кавер (Slechtvalk перепели песню «Kongsblod» группы Antestor из альбома The Return of the Black Death).
В 2005 году группа выпустила свой третий альбом At the Dawn of War с более симфоническим звучанием и элементами фолк-метала. Группа также включила в свои живые выступления больше тем войны и фэнтези и начала одеваться в костюмы средневековых воинов. В том же году Slechtvalk выпустил концертный DVD On the Fields of Battle, снятый в клубе Hedon Zwolle; Клип на «Thunder of War» (также выпущенный как макси-сингл) транслировался по местным музыкальным каналам. Группа гастролировала по нескольким европейским странам с группой Frosthardr. В 2010 году журнал HM Magazine поместил At the Dawn of War на 60-е место в списке «100 лучших христианских метал-альбомов всех времен».
В начале 2006 года к группе присоединился брат Гримбольда Сераф в качестве гитариста, поскольку Отар не мог продолжать играть на гитаре из-за хронической травмы запястья. В июле 2006 года Фионнгуала покинула группу, чтобы сосредоточиться на своей карьере в классической музыке. Slechtvalk начал писать новый материал и объявил, что музыка будет более техничной и брутальной.
В феврале 2007 года из состава был исключен басист Нат, за бас-гитару взялся Охтар, который снова смог играть. В конце 2007 года клавишник Гидрит объявил о своем уходе, чтобы больше сосредоточиться на своей семье. С тех пор Slechtvalk выступали без клавишных (исполняя свои более экстремальные песни) или с сессионными музыкантами.
В апреле 2009 года группа подписала контракт с немецким лейблом Whirlwind Records. An Era of Bloodshed, сборник прошлого материала группы, с двумя неизданными промо-песнями, был выпущен в октябре 2009 года. Нат, теперь известный как Премнатх, снова присоединился к группе в качестве клавишника. Группа совершила европейский тур в поддержку нового альбома. Тур состоялся благодаря финансовой поддержке фанатов, о которой группа объявила через SellaBand.com. В конце 2009 года группа отправилась в шведскую студию Mega вместе с продюсером Йоханом «the ant» Орнборгом, чтобы записать свой четвертый полноформатный альбом под названием A Forlorn Throne. Сведение и мастеринг альбома проводил Йенс Богрен из Fascination Street, а обложку и новый логотип разработал Рэймонд Суонленд.
В 2014 году группа опубликовала предварительные заказы на свой будущий альбом. После этого никакой информации не было до 2016 года, когда группа выпустила видео на новую песню «We Are», объявив, что альбом Wandering Shadows and Mists Collide выйдет 20 декабря.
Концерты
Помимо местных шоу в Нидерландах, Slechtvalk появлялись на нескольких музыкальных фестивалях, таких как Elements of Rock в Швейцарии, Bobfest в Швеции, Nordic Fest в Норвегии и Interregnum Fest в Германии.

## Участники
Текущий состав
- Shamgar (Марк Гертсема) — вокал, гитара (2000–настоящее время), бас, ударные, клавишные (2000–2002)
- Seraph (Хос Лукас) — гитара (2010 – настоящее время)
- Tomrair (Каллен Тонер) — бас (2022 — настоящее время)
- Ohtar (Джесси Вуэрберт) — вокал (2011–настоящее время), гитара, бэк-вокал (2002–2011) (не гастролирует)
- Premnath (Премнатх Гонеш) — клавишные (2010–настоящее время), бас (2002–2010)
- Hamar(Жоэль де Йонг) — ударные (2017 – настоящее время)

Бывшие участники
- Hydrith — клавишные (2003–2007)
- Fionnghuala – сопрано (2002–2010)
- Sorgier — клавишные (2002–2003)
- Dagor (Ник ван Лимпд) – бас (2011–2021)
- Grimbold (Ян-Поль Лукас) — ударные, бэк-вокал (2002–2017)[12]

Временная шкала

## Дискография
Альбомы
- Falconry (2000)
- The War That Plagues the Lands (2002)
- At the Dawn of War (2005)
- A Forlorn Throne (2010)
- Where Wandering Shadows and Mists Collide (2016)

Прочее
- Chaos & Warfare (split-CD with Kekal, 2002 Fear Dark Records)[2]
- Upon the Fields of Battle (DVD, 2005 Fear Dark Records)
- Thunder of War (CD-single, 2005 Fear Dark Records)
- An Era of Bloodshed (compilation album, 2009)
- We Are (single, 2016)